# Сражение на реке Нимфий
Сражение на реке Нимфий — одно из сражений ирано-византийской войны 572—591 гг, произошедшее в 582 году.

Ирано-византийское пограничье — основной ТВД в 580-х гг.

В 582 году основные боевые действия между византийскими и персидскими войсками развернулись в районе Арзанены возле византийских крепостей Афумон и Хломарон и сасанидской крепости Акбас, которая располагалась на восточном берегу реки Нимфий (совр. Батмен в Турции).
Стратиг Иоанн Мистакон, назначенный императором Маврикием главнокомандующим армиями на Востоке (magister militum per Orientem) осенью 582 года начал наступление на сасанидскую территорию у слияния рек Нимфий и Тигр. Он был встречен иранской армией, которой командовал полководец Кардариган.
В начавшемся сражении Иоанн командовал центром, в то время как его старый коллега ипостратиг (заместитель командующего) Кур (Курсос) командовал правым крылом, а Ариульф — левым. Первоначально византийский центр и левый фланг оттеснили персов назад, но по какой-то причине (У Симокатты — из-за зависти к удачам Иоанна) Кур не поддержал атаку. 
Иоанн и Ариульф стали отступать, используя пересечённую местность (У Симокатты — в местность, расположенную более высоко), чтобы нейтрализовать атаки тяжёлой сасанидской конницы. «Персы воспользовались их отступлением и, как только увидали, что конница ромеев попала в тяжелое положение вследствие бегства, а также из-за крутизны и трудности прохода к укрепленному лагерю, храбро нападали на ромеев и многих из них убили». С трудом византийцам удалось отойти и укрыться за своим укреплениями.